# Dood van Amanda Todd
De zaak rond de dood van Amanda Todd betreft het overlijden van de Canadese scholiere Amanda Michelle Todd (27 november 1996 – 10 oktober 2012), die gedurende enkele jaren slachtoffer werd van online stalking door een volwassen inwoner van Nederland. Uiteindelijk leidde dit ertoe dat ze zichzelf het leven benam. 

## Stalking en zelfdoding
In 2009 werd de destijds twaalfjarige Amanda Todd via Facebook benaderd door iemand die zich uitgaf voor een 18-jarige Amerikaan en zei haar leuk te vinden. De man hield zijn echte identiteit verborgen middels een vervalst account. Na verloop van tijd wilde hij meer van Amanda zien. Hij bleef aandringen en uiteindelijk toonde Amanda hem haar borsten middels het zogeheten flashen. Honderdvijftig gebruikers konden dat in principe zien.
Amanda wist niet dat de man een screencapturingprogramma gebruikte. Nadat zij later het contact met hem had verbroken, stuurde de man met Kerstmis 2010 een screenshot van haar blote borsten naar al haar contactpersonen via Facebook en haar school, en tevens naar haar eigen moeder. Amanda werd daarop uitgemaakt voor "webcam-model" en weggezet als een slet. Ze raakte steeds meer sociaal geïsoleerd en wisselde uiteindelijk van school.
Met haar privéaccount TheSomebodytoknow plaatste Amanda Todd op 7 september 2012 een video op YouTube, waarin ze een reeks flashcards gebruikte om haar ervaring met online stalking uit de doeken te doen. Ze vertelde ook dat ze online gestalkt en gepest werd door haar schoolgenoten. In de negen minuten durende video, getiteld My story: Struggling, bullying, suicide, self harm (Mijn verhaal: worstelen, pesten, zelfmoord, zelfbeschadiging), liet de vijftienjarige tiener meer dan zeventig kaarten zien waarop ze beschreef hoe ze zowel emotioneel als fysiek leed als gevolg van stalking, pesterijen en intimidatie. 
In april 2011 eiste de man dat ze voor hem vijf webcamshows zou geven van elk dertig minuten, anders zou hij ook haar leven op haar nieuwe school vergallen. Ze kreeg een week om te beslissen. 
Woensdagmiddag 10 oktober 2012 had Amanda Todd een afspraak met de psycholoog bij wie ze in therapie was. Een dag eerder werd de afspraak verzet in verband met familiale omstandigheden van de behandelende therapeut. Op 9 oktober en de dag erna voelde ze zich te slecht om naar school te gaan. Amanda bleef op 10 oktober alleen thuis. Om 16.00 uur belde Amanda's moeder, die in Vancouver als lerares werkte, met haar dochter om te informeren hoe het met Amanda ging. Amanda zei dat ze in orde was en besloot het gesprek met "I love you". Toen Amanda's moeder omstreeks 18.00 uur thuiskwam, trof ze het levenloze lichaam van haar dochter aan. De officiële doodsoorzaak was zelfmoord. 
De Royal Canadian Mounted Police (RCMP) stelde een onderzoek in naar de online chantage en de zelfdoding. Er kwamen bij de politie in enkele dagen meer dan vierhonderd tips binnen uit binnen- en buitenland. Twintig tot vijfentwintig rechercheurs werkten fulltime aan de zaak.

### Reacties overheid
Het overlijden van Amanda Todd was landelijk in het nieuws in Canada. Premier Christy Clark van de Canadese provincie Brits-Columbia plaatste een dag na Todds overlijden een kort videobericht op YouTube, waarin ze zei haar dood te betreuren en iedereen opriep om te stoppen met pesten. In maart 2015 werd in Canada een nieuwe wet van kracht die het mogelijk maakt om de daders van online-pesten gemakkelijker op te sporen. 

### Amanda Todd Trust
Amanda Todds moeder richtte de Amanda Todd Trust op, een organisatie die zich bezighoudt met het geven van voorlichting aan jongeren die gepest worden.

## Stalker
De politie hield op 13 januari 2014 in Nederland een in 1978 in Tilburg geboren man aan, die ervan verdacht werd degene te zijn door wie Amanda Todd was gestalkt. Hij zocht op internet contact met minderjarige meisjes door te chatten via Windows Live Messenger en Skype. Hierbij werd er gebruikgemaakt van een webcam en een virtueel webcamprogramma, genaamd Manycam, waardoor hij zich kon voordoen als iemand anders. Ook had hij een stemvervormingsprogramma en een VPN-verbinding geïnstalleerd. Hij zou gebruik hebben gemaakt van 22 online-accounts om Amanda Todd, haar familie en andere bekenden te benaderen, waaronder Facebook en YouTube. Bij Amanda Todd gebruikte hij de gebruikersnaam Tyler Boo en Austin Collins. 
In Noorwegen had hij een ander slachtoffer gemaakt, een meisje van zeventien jaar die eveneens haar borsten had laten zien. Hij eiste van haar een webcamshow van vijftien minuten waarin ze seksuele handelingen moest verrichten. Bij het niet daaraan voldoen zou hij de beelden van haar blote borsten online zetten. Hierop stapten haar ouders naar de politie.
De Noorse politie nam contact op met Skype voor meer informatie omtrent de gebruikersnaam Tyler Cee. Het IP-adres werd achterhaald en op 2 februari 2012 gekoppeld aan een vakantiepark in Oisterwijk, Noord-Brabant. De Noorse politie gaf deze informatie door aan de Nederlandse politie met het verzoek de man aan te houden. Dit rechtshulpverzoek werd tweemaal ingediend. De eerste keer op 18 mei 2012, toen Amanda Todd nog in leven was. De tweede keer in december 2012, twee maanden na haar overlijden. 
Uiteindelijk werd een Britse undercoveragent ingezet. Deze deed zich voor als een Engels meisje van tien jaar dat langere tijd online contact met hem had. Twee minuten na het laatste chatgesprek viel een arrestatieteam van de Nederlandse politie binnen in een door hem gehuurde vakantiebungalow in Oisterwijk waar hij op dat moment verbleef.
Uit digitaal onderzoek bleek dat op een aantal van zijn gegevensdragers bestanden te staan die in verband konden worden gebracht met de tenlastegelegde feiten. Onder meer werd een versleutelde gegevensdrager aangetroffen, een harde schijf met een gedeelte dat met Truecrypt-software was versleuteld. Deze harde schijf werd verpakt in een stereotoren aangetroffen. Tevens maakte de verdachte gebruik van een gehackte Wi-Fi-verbinding van een vakantiehuis driehonderd meter verderop. 
Een inbeslaggenomen gegevensdrager uit de door C. gehuurde vakantiebungalow bevatte een verwijderde bladwijzer naar een kinderpornowebsite waarop belastend materiaal over Amanda Todd te zien was. De man bleek op zijn computer een videobestand te hebben met de naam "AmandaTodd.wmv" dat door hem was afgespeeld in de tijd dat Amanda Todd online werd lastiggevallen.
Volgens Facebook hield hij zich met minimaal 86 onderling verbonden Facebook-accounts bezig met het verzamelen, produceren en verspreiden van afbeeldingen van kinderuitbuiting, waarbij met deze afbeeldingen tientallen minderjarige meisjes werden gechanteerd. Hij chanteerde ook meerderjarige mannen. Hij legde beelden vast waarop deze mannen masturbeerden, terwijl zij veronderstelden dat zij aan het webcammen waren met minderjarige jongens. Vervolgens eiste hij geld, omdat de opgenomen beelden anders zouden worden verspreid onder vrienden en familie van de desbetreffende man. In juli 2013 ontving de Nederlandse politie informatie van Habbo Hotel. Op die site had hij zich voorgedaan als een lesbienne, waarbij hij minderjarige meisjes probeerde te verleiden tot webcamseks. Hij had hiervoor een groot aantal Habbo-accounts aangemaakt. Op 14 december 2018 werd hij voor deze feiten in Nederland in hoger beroep veroordeeld tot een onvoorwaardelijke gevangenisstraf van tien jaar en 243 dagen, evenals tot het betalen van een schadevergoeding van vierduizend euro aan een van de door hem afgeperste meisjes.
Al in december 2016 vonniste de rechtbank in Nederland dat hij mocht worden uitgeleverd aan Canada. De uitlevering geschiedde uiteindelijk in december 2020.

### Strafproces in Canada
Het strafproces in Canada in de zaak over Amanda Todd begon op 6 juni 2022 in het hooggerechtshof van Brits Columbia in New Westminister. De aantijgingen waren afpersing van een minderjarige, intimidatie van een minderjarige, communicatie met een minderjarige voor het plegen van een zedenmisdrijf (uitlokking), bezit en vervaardigen van kinderpornografie in de zaak van Todd en verspreiding van kinderpornografie in de zaak van Todd. Hij riskeerde daarmee in Canada een levenslange gevangenisstraf. De man werd niet aangeklaagd voor betrokkenheid bij de dood van Amanda Todd. 
Op 5 augustus 2022 werd hij door een jury van twaalf personen op alle punten schuldig bevonden. Zijn verdediging had om vrijspraak gevraagd.  Op 11 oktober 2022 eiste de aanklager twaalf jaar cel. Zijn verdediging verzocht uiteindelijk om twee jaar cel. Drie dagen later werd hij veroordeeld tot een gevangenisstraf van dertien jaar. Onderdeel van het uitleveringsverdrag met Canada is dat hij zijn gevangenisstraf in Nederland mag uitzitten en dat de straf naar Nederlandse maatstaven mag worden omgezet.